# Mihaela Cambei
Mihaela Valentina Cambei, född 18 november 2002, är en rumänsk tyngdlyftare.

## Karriär
Vid olympiska sommarspelen 2024 i Paris tog Cambei silver i 49 kg-klassen efter att ha lyft totalt 205 kg.

## Tävlingar
| År                     | Ort                    | Viktklass              | Ryck (kg)              | Ryck (kg)              | Ryck (kg)              | Ryck (kg)              | Stöt (kg)              | Stöt (kg)              | Stöt (kg)              | Stöt (kg)              | Totalt                 | Placering              |
| År                     | Ort                    | Viktklass              | 1                      | 2                      | 3                      | Placering              | 1                      | 2                      | 3                      | Placering              | Totalt                 | Placering              |
| Olympiska sommarspelen | Olympiska sommarspelen | Olympiska sommarspelen | Olympiska sommarspelen | Olympiska sommarspelen | Olympiska sommarspelen | Olympiska sommarspelen | Olympiska sommarspelen | Olympiska sommarspelen | Olympiska sommarspelen | Olympiska sommarspelen | Olympiska sommarspelen | Olympiska sommarspelen |
| ---------------------- | ---------------------- | ---------------------- | ---------------------- | ---------------------- | ---------------------- | ---------------------- | ---------------------- | ---------------------- | ---------------------- | ---------------------- | ---------------------- | ---------------------- |
| 2024                   | Paris, Frankrike       | 49 kg                  | 89                     | 91                     | 93                     | —                      | 106                    | 110                    | 112                    | —                      | 205                    | 2                      |
| Världsmästerskapen     |                        |                        |                        |                        |                        |                        |                        |                        |                        |                        |                        |                        |
| 2022                   | Bogotá, Colombia       | 49 kg                  | 86                     | 89                     | 90                     | 2                      | 104                    | 107                    | 108                    | 8                      | 194                    | 4                      |
| 2023                   | Riyadh, Saudiarabien   | 49 kg                  | 90                     | 94                     | 94                     | 3                      | 105                    | 108                    | 108                    | 9                      | 195                    | 5                      |
| Europamästerskapen     |                        |                        |                        |                        |                        |                        |                        |                        |                        |                        |                        |                        |
| 2021                   | Moskva, Ryssland       | 49 kg                  | 80                     | 84                     | 84                     | 4                      | 96                     | 100                    | 102                    | 2                      | 180                    | 3                      |
| 2023                   | Jerevan, Armenien      | 49 kg                  | 85                     | 90                     | 92                     | 1                      | 100                    | 103                    | 106                    | 1                      | 198                    | 1                      |
| 2024                   | Sofia, Bulgarien       | 49 kg                  | 85                     | 90                     | 93                     | 1                      | 100                    | 105                    | 109                    | 1                      | 199                    | 1                      |
| 2025                   | Chișinău, Moldavien    | 49 kg                  | 85                     | 85                     | 85                     | 1                      | 97                     | 100                    | 105                    | 1                      | 190                    | 1                      |